# 홍성현언론상
홍성현언론상은 한국방송기자클럽이 주관하는 것으로 1997년 대한항공 801편 추락 사고로 사망한 홍성현 기자(당시 KBS 보도본부 국장)를 기리기 위해 1998년부터 수여하고 있는 상이다.

## 역대 수상자
| 연도                | 부문                     | 출품사                                       | 작품명                                                             | 제작자                                                                              |
| ------------------- | ------------------------ | -------------------------------------------- | ------------------------------------------------------------------ | ----------------------------------------------------------------------------------- |
| 1회 1998년          | 신문                     | 동아일보                                     | 자연환경 추적보도                                                  | 김갑식 기자, 김희경 기자                                                            |
| 1회 1998년          | 라디오                   | KBS                                          | 생방송 오늘                                                        | 김영준 차장                                                                         |
| 1회 1998년          | TV                       | MBC                                          | 시사매거진 2580                                                    | 보도제작국 2580부                                                                   |
| 1회 1998년          | 신문 특별상              | 동아일보                                     | 코소보의 안네 프랑크                                               | 강수진 기자                                                                         |
| 2회 1999년          | 신문                     | Array                                        | 기름대신 물주입 - 어이없는 공군 전투기 추락 원인                   | 맹찬형 기자,김병수 기자                                                             |
| 2회 1999년          | 라디오                   | CBS                                          | 짓밟히는 필리핀 여성들의 코리안 드림                               | 성기명 기자,권민철 기자,김대훈 기자                                                 |
| 2회 1999년          | TV                       | KBS                                          | 기아 카니발 매연 과다배출 및 리콜 사태                             | 김성진 기자                                                                         |
| 3회 2000년          | 특별상                   | SDN                                          | K2, 죽음보다 긴 기다림                                             | 박용수 팀장                                                                         |
| 3회 2000년          | 특별상                   | 국민일보                                     | 55년만의 감격의 악수                                               | 강민석 차장                                                                         |
| 3회 2000년          | 특별상                   | MBC                                          | 시사매거진2580 - 반세기만의 소송                                   | 정연국 차장                                                                         |
| 3회 2000년          | 신문                     | Array                                        | 김영희 칼럼                                                        | Array                                                                               |
| 3회 2000년          | TV                       | KBS                                          | 길종섭의 쟁점토론                                                  | 김흥섭CP,김찬태PD 외 2명                                                            |
| 4회 2001년          | TV 부문                  | KBS                                          | 제외국민 특례입학 부정                                             | 이창룡 기자,홍성민 기자                                                             |
| 4회 2001년          | 특별상                   | YTN                                          | 이대로 죽을순 없다                                                 | 한원상 기자회                                                                       |
| 4회 2001년          | 신문부문 특별상          | 내외경제신문                                 | 퓨전 코리아 2001                                                   | 디지털팀                                                                            |
| 4회 2001년          | 라디오 부문 특별상       | SBS                                          | 청소년의 달 특집 3부작                                             | SBS 라디오본부                                                                      |
| 5회 2002년          | TV 부문 본상             | KBS                                          | 금강산댐 붕괴 위험                                                 | 홍사훈 기자                                                                         |
| 5회 2002년          | 라디오 부문 본상         | CBS                                          | 머나먼 고국, 끝나지 않은 동토의 아리랑                             | 홍제표 기자, 정재훈 기자                                                            |
| 5회 2002년          | 신문부문 본상            | 연합뉴스                                     | 중국선양 일본영사관 탈북자 진입시도과정 사진보도                   | 박 일 부장                                                                          |
| 5회 2002년          | 신문부문 특별상          | 한국일보                                     | 이용호, 국정원 게이트 및 권력핵심비리 추적                         | 사회부 경찰ㆍ법조팀회                                                               |
| 5회 2002년          | 특별상                   | 언론인                                       | 방송 등 언론발전에 기여                                            | 박근숙                                                                              |
| 6회 2003년          | TV 부문                  | iTV                                          | iTV "르포 시대공감"                                                | 김인중,전광식PD                                                                     |
| 6회 2003년          | 신문부문 특별상          | 언론인                                       | 연속시사칼럼                                                       | Array                                                                               |
| 6회 2003년          | 특별상                   | 세종금융지주회장前 SDN TV 회장               | 특별공로상                                                         | Array                                                                               |
| 7회 2004년          | 방송부문 본상            | 춘천MBC                                      | 특별기획 'DMZ엔 비상구가 없다'                                     | 전영재 차장대우,김동욱 부장대우                                                     |
| 7회 2004년          | 신문부문 본상            | 서울신문                                     | 차이나 리포트 2004                                                 | 염주영 부국장외10명                                                                 |
| 7회 2004년          | 특별상                   | 언론인                                       | 방송보도발전에 기여                                                | 정인걸 전KBS영상제작국장                                                            |
| 8회 2005년          | 방송부문 본상            | KBS                                          | 피그미멸족위기, 학살현장을 가다                                    | "이충형 기자,이상돈 촬영기자"                                                       |
| 8회 2005년          | 방송부문 특별상          | 안동MBC                                      | 목판지향-죽은나무에서 세상을 읽다                                  | "이호영 차장,황재천 부장"                                                           |
| 8회 2005년          | 신문부문 본상            | 국민일보                                     | 차이나 리포트 2004                                                 | "이동훈기자, 이영미기자,서지현 기자"                                                |
| 8회 2005년          | 특별상                   | 언론인                                       | 방송보도발전에 기여                                                | 이정석 대한언론인회회장                                                             |
| 9회 2006년          | 방송데스크 부문 본상     | SBS                                          |                                                                    | 박재만 사회부장                                                                     |
| 9회 2006년          | 방송취재보도 부문 본상   | KBS                                          | KBS스페셜 「외환은행 매각의 비밀」취재팀                           | 최문호·이영섭 기자, 이경구·윤희진 촬영기자                                          |
| 9회 2006년          | 방송취재보도 부문 특별상 | CBS 춘천                                     | 「800억으로 껍데기만 산 해경의 이상한 수색구조기 도입사업」 취재팀 | 박 현·김중호 기자                                                                   |
| 9회 2006년          | 매체비평 부문 본상       | 연합뉴스                                     |                                                                    | 이희용 엔터테인먼트 부장                                                            |
| 9회 2006년          | 특별상                   |                                              | 언론창달 공로                                                      | Array                                                                               |
| 10회 2007년         | 방송데스크               | KBS                                          | 시사보도팀                                                         | Array                                                                               |
| 10회 2007년         | 취재부문-본상            | YTN                                          | 롯데월드 건물 안전 심각한 위험                                     | 장민수기자, 김재형기자,권준기기자, 이승준기자                                       |
| 10회 2007년         | 취재부문-특별상          | MBC                                          | 김승연 회장                                                        | Array                                                                               |
| 10회 2007년         | 기획보도부문             | MBN                                          | 소중한 나눔 무한 행복                                              | 정완진부장                                                                          |
| 10회 2007년         | 기획보도부문             | SBS                                          | 이용훈 대법원장 세무신고 누락과 계약서 파기                        | 허윤석기자, 김정인기자, 김수형기자                                                  |
| 10회 2007년         | 촬영보도부문-본상        | YTN                                          | "한국의 명산"                                                      | array                                                                               |
| 10회 2007년         | 촬영보도부문-특별상      | MBC                                          | 캄보디아 여객기 추락 참사 속보                                     | 권혁용기자                                                                          |
| 10회 2007년         | 지방취재부문-본상        | 전북CBS                                      | 형님'이 접수한 자치단체                                            |                                                                                     |
| 10회 2007년         | 지방취재부문-특별상      | KBS제주                                      | 연속기획 - 제주 해군기지                                           | 김익태 취재기자, 이광우 선임팀원, 김보현 촬영기자, 강희준 촬영기자, 고진현 촬영기자 |
| 10회 2007년         | 스포츠취재부문           | KBS                                          | 시사 기획 쌈 "죄송합니다 운동부입니다"                             | 정재용기자                                                                          |
| 10회 2007년         | 공로상                   | KBS                                          |                                                                    | 故윤한중                                                                            |
| 11회 2008년         |                          |                                              |                                                                    |                                                                                     |
| 데스크부문 본상     | MBC                      |                                              | 윤능호 보도제작국 기획취재팀장                                     |                                                                                     |
| 데스크부문 특별상   | SBS                      |                                              | 백수현 사회2부장                                                   |                                                                                     |
| 데스크부문 특별상   | MBN                      |                                              | 정운갑 산업증권부장                                                |                                                                                     |
| 취재부문 본상       | KBS                      | 삼성특검 연속 보도                           | 최서희 기자                                                        |                                                                                     |
| 취재부문 특별상     | MBC                      | 태안기름유출사고 연속보도                    | 조승원, 김지경, 최훈, 유충환 기자                                  |                                                                                     |
| 기획보도부문 본상   | SBS                      | 제6차 미래한국 리포트                        | 보도국 미래부                                                      |                                                                                     |
| 기획보도부문 특별상 | KBS                      | 2008 스포츠와 성폭력에 대한 인권 보고서      | 정재용, 김준우 기자                                                |                                                                                     |
| 지방취재부문 본상   | 충주MBC                  | 가짜 휘발유,                                 | Array                                                              |                                                                                     |
| 지방취재부문 특별상 | KNN                      | 창사특집 다큐 3부작                          | 추종탁, 신동희 기자                                                |                                                                                     |
| 지방취재부문 특별상 | KBS 창원방송총국         | 3년 연속 기획 <습지 생명 그리고 평화>        | 보도팀                                                             |                                                                                     |
| 지방취재부문 특별상 | 광주CBS                  | 위기의 친환경 농업, 인증제도 개혁이 시급하다 | 조기선, 김은태 기자                                                |                                                                                     |
| 12회 2009년         |                          |                                              |                                                                    |                                                                                     |
| 데스크부문 본상     | KBS                      |                                              | 정은창 사회팀장                                                    |                                                                                     |
| 데스크부문 특별상   | MBC                      |                                              | 임대근 뉴스편집2부장                                               |                                                                                     |
| 취재부문 본상       | SBS                      | 노무현 전 대통령 서거                        | 송호금, 최대식, 이병희 기자                                        |                                                                                     |
| 취재부문 특별상     | CBS                      | 천성관 검찰총장 후보자 스폰서 의혹 보도      | 안성용, 곽인숙, 박지환, 윤지나, 강현석, 박종관 기자                |                                                                                     |
| 기획보도부문 본상   | MBC                      | 어느 재벌가의 투자법                         | 김병헌, 백승우 기자                                                |                                                                                     |
| 기획보도부문 특별상 | KBS                      | 미국 비밀문서                                | Array                                                              |                                                                                     |
| 기획보도부문 특별상 | MBN                      | 특별기획 신성장 코리아                       | 김형오, 윤호진, 윤영탁 기자                                        |                                                                                     |
| 지방취재부문 본상   | 경남CBS                  | 창녕 화왕산 참사 현장기록                    | 김효영, 송봉준, 이상현, 최호영 기자                                |                                                                                     |
| 지방취재부문 특별상 | KBS순천                  | 한센병 100년 특집                            | 정길훈, 서재덕 기자                                                |                                                                                     |
| 지방취재부문 특별상 | TJB                      | 석면광산 폐질환 공식 확인 단독보도           | 강진원, 김세범, 노동현 취재기자, 성낙중, 윤상훈, 이은석 촬영기자   |                                                                                     |
| 지방취재부문 특별상 | 부산MBC                  | 천억대 국책사업 입착 회의장에 도청�          |                                                                    |                                                                                     |
| 13회 2010년         | 데스크부문               | SBS                                          | '그랜저 검사'-승용차 오간 수상한 수사 외                           | 박수언 부장                                                                         |
| 13회 2010년         | 취재부문 본상            | YTN                                          | 갈지자 주행, 해군 최신예 고속함 문제                               | 함형건 기자                                                                         |
| 13회 2010년         | 취재부문 특별상          | KBS                                          | 조현오 경찰청장 내정자 "노무현 차명계좌 때문에 자살"               | 김경수, 심인보 기자                                                                 |
| 13회 2010년         | 기획보도부문             | MBN                                          | 기획보도 시리즈 '전문대학이 미래 경쟁력'                           | 김종철, 김정원, 윤범기, 천권필 기자                                                 |
| 13회 2010년         | 지방취재부문             | 대전MBC                                      | 다큐뉴스 5부작 '하늘동네 이야기'                                   | 김지훈, 이교선, 고병권, 김준영 기자                                                 |
| 14회 2011년         | 데스크부문               | SBS                                          | 경찰과 장례식장 유착비리 의혹 특종 보도 등                         | 민성기 사회2부장                                                                    |
| 14회 2011년         | 취재부문                 | Array                                        | 김정일 차남 김정철, 극비 싱가포르 외유 세계최초 보도               | 최문종, 송현정, 서지영, 김태현 기자                                                 |
| 14회 2011년         | 기획보도부문             | MBC                                          | 흔들리는 안전신화, 원전을 다시 본다                                | 김연국, 남상호, 박주린 기자                                                         |
| 14회 2011년         | 지방취재부문             | TBC대구방송                                  | 세금 새는 공직사회                                                 | 박철희, 이종웅, 최상보, 이상호 기자                                                 |
| 15회 2012년         | 저술                     | KBS                                          | <발로 본 태국, 태국인>                                             | 김인영 보도국 인터넷뉴스 주간                                                       |
| 15회 2012년         | 저술                     | MBC                                          | <바다는 비에 젖지 않는다>                                          | 박정근 통일방송연구소장                                                             |
| 15회 2012년         | 저술                     | YTN                                          |                                                                    | 김승환 심의실장                                                                     |
| 16회 2013년         | 저술                     | KBS                                          | <메멘토 모리-죽어서 말한다>                                        | 이동식 전 KBS 비즈니스 감사                                                         |
| 16회 2013년         | 저술                     | KBS                                          | <한국방송기자사>                                                   | 김성호 광운대 미디어영상학부 객원교수(전 KBSi 사장)                                 |
| 16회 2013년         | 저술                     | MBC                                          | <뉴스저작권의 천동설과 지동설>                                     | 류종현 MBC 뉴미디어뉴스국 부국장                                                    |
| 16회 2013년         | 저술                     | YTN                                          | <중국에서 만난 북한>                                               | 김승재 YTN 홍보·시청자팀장                                                          |
| 17회 2014년         | 저술                     | KBS                                          | 사상의 자유지장 이론의 전개                                        | 이춘구 KBS 심의위원                                                                 |
| 17회 2014년         | 저술                     | MBC                                          | 260만 표의 선택 재외선 분석과 전망-2012총선과대선 그후             | 송기원 MBC 논설위원                                                                 |

## 같이 보기
- 건양의학기자상
- 과학기자상
- 이달의 과학기자상
- 올해의 과학기자상
- 관훈언론상
- 삼성언론상
- 이달의 기자상
- 이달의 방송기자상
- 이달의 편집상
- 정문술과학저널리즘상
- 한국기자상
- 한국방송기자대상
- 한국편집상